# Historia de los judíos en Marruecos
La comunidad judía de Marruecos es una de las más antiguas del Norte de África. Antes de la fundación del Estado de Israel en 1948, Marruecos era el hogar de entre 250 000 y 350 000 judíos. En la actualidad, se estima que la población judía ascendería a los 1000, residiendo la mayor parte de ellos en Casablanca.

## Historia

### Imperio romano y conquista árabe

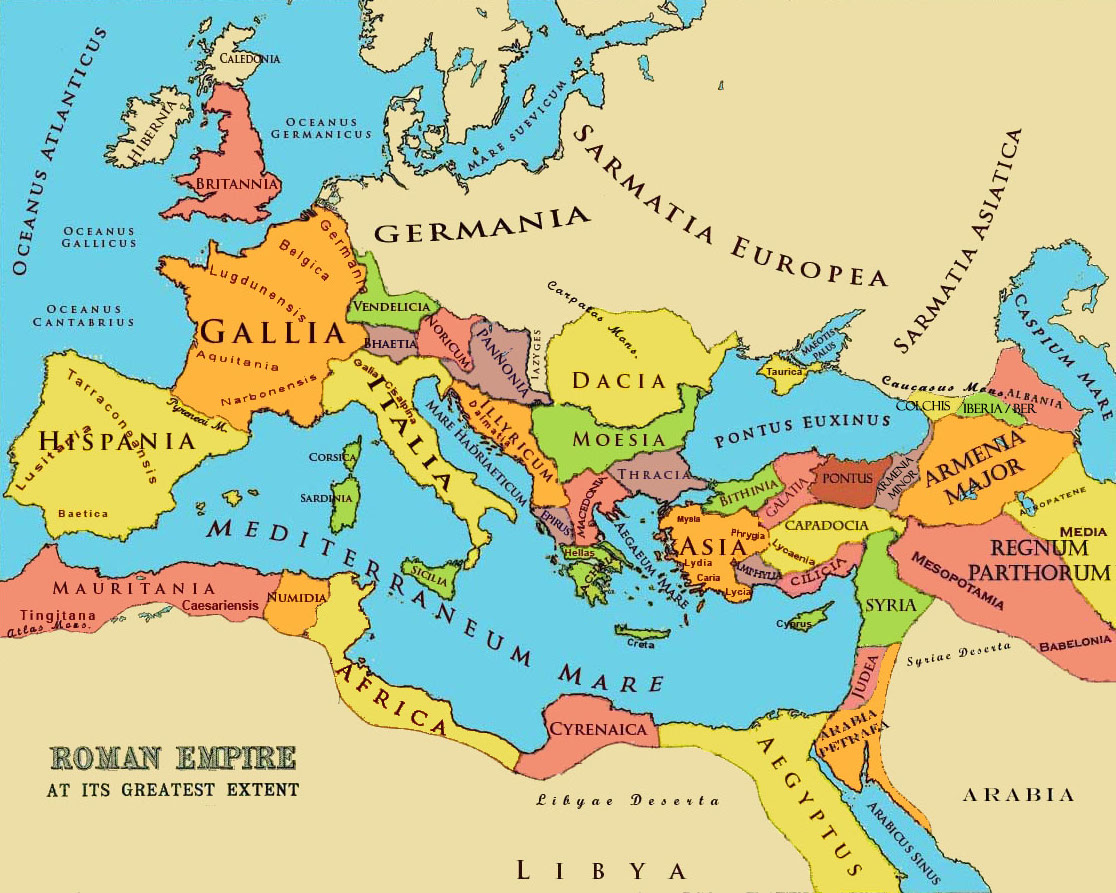
Mauritania en el Imperio Romano.

Se tiene constancia que los judíos llegaron a Marruecos tras la destrucción del Segundo Templo de Jerusalén por el Imperio Romano en el año 70 d. C. bajo las órdenes de Tito, asentándose parte de ellos en la región de la Mauritania antigua, que se correspondería con el territorio septentrional del actual Marruecos. 
Bajo el dominio romano, los judíos de Mauritania experimentaron un gran crecimiento, hasta el punto que el emperador Justiniano promulgó un edicto de persecución contra ellos, así como contra  arrianos y donatistas.
En siglo VII, muchos judíos de la península ibérica emigraron a Mauritania y otras regiones del Norte de África, escapando de los visigodos.
Ya a finales del siglo VII, cuando los árabes conquistan Marruecos, los judíos que allí vivían adquirieron el estatus de dhimmis, a consecuencia del Pacto de Omar, gozando de una relativa tranquilidad a cambio del pago de impuestos a las autoridades islámicas.
En 1033, se produjo una masacre de judíos en Fez.

### Bajo el dominio de los almohades (1146 -sigloXV)
Con la llegada de los almohades en el año 1146, tanto judíos como cristianos en las tierras dominadas por musulmanes en el Norte de África y en Al-Ándalus, fueron compelidos a convertirse al Islam, so pena de muerte. Respecto de los primeros, estos sufrieron una gran persecución, escapando muchos de ellos.
El historiador Haim Zeev Hirschberg lleva a colación en su libro A History of the Jews of North Africa un relato de Salomón Cohen del año 1148 en el que refiere lo siguiente:
Abd al-Mumin, el líder de los almohades tras la muerte de Muhamad Ibn Tumar, capturó la ciudad de Tlemcen [en el Magreb] y asesinó a todos sus habitantes, incluidos los judíos, excepto a quienes se convirtieron al Islam. In Sijilmasa ciento cincuenta judíos fueron asesinados. Igualmente, en la ciudad de Fez perecieron cien mil personas y en Marrakech ciento veinte mil. Los judíos que vivían en las ciudades magrebíes conquistadas por los almohades cayeron bajo el yugo de éstos; muchos fueron asesinados, otros convertidos por la fuerza. Nadie se atrevía a decir públicamente que era judío.
También es conocida la historia de Maimónides, quien, tras cinco años viviendo en Fez, tuvo que volver a emigrar debido a la intolerancia almohade hacia los judíos (se asentó en Egipto, donde poco después publicó su famoso comentario de la Mishná).
En 1465, durante una revuelta en la ciudad de Fez, que puso fin al Sultanato benimerín, se produjo una nueva matanza de judíos.

### La expulsión de los judíos de España de 1492
Las persecuciones y masacres que sufrieron los judíos en los reinos católicos de la península ibérica culminaron con su efectiva expulsión en el año 1492. A consecuencia de ello, la inmensa mayoría de judíos tuvieron que emigrar forzosamente, muchos de ellos a las regiones del Norte de África, instalándose en la región del Rif así como en las ciudades marroquíes de Casablanca, Fez, Marrakech, Alcazarquivir, Tetuán, Tánger, Larache, Mequinez o en la hoy española Ceuta, conservando sus costumbres y liturgias religiosas.
Generalmente (salvando contadas ocasiones), a diferencia de lo que ocurría en los reinos europeos, los judíos gozaron de relativa tranquilidad y prosperidad, concentrándose en barrios (conocidos como mellah) y estableciendo sus propias cortes de justicia. Si bien según algunos historiadores, hubo denuncias de malos tratos a los judíos que recalaron en Marruecos (al menos al principio), mientras que algunos fueron vendidos ya desde el puerto de partida como esclavos en Fez y Tánger. Si bien, aquello no evitó que establecieran vigorosas comunidades en este país, de las más importantes de la diáspora sefardí.

### SigloXVIII
La llegada al trono de Mohamed III (1757-1789) no supuso cambios importantes para la comunidad judía de Marruecos, si bien su hijo y gobernador de la ciudad de Fez, Moulay Alí, apoyó a estos y se opuso a la decisión de su padre de imponer tasas e impuestos adicionales a los judíos. Los judíos marroquíes participaron activamente entre 1776-1783 en la intermediación de ayuda que concedió Mohamed III a los Estados Unidos de América a través del servicio de inteligencia secreto que coordinaba Luis de Unzaga y Amézaga 'le Conciliateur' y sus cuñados Antonio y Matías de Gálvez vía islas Canarias y Luisiana. Yazid, uno de los hijos de Mohamed III, fue proclamado sultán de Marruecos tras la muerte de su padre en 1789. Los judíos marroquíes, que desde un primer momento apoyaron a Moulay Alí en la lucha por la sucesión, sufrieron terribles represalias: los judíos más ricos de la provincia de Tetuán fueron atados a caballos y arrastrados públicamente por la ciudad, muchas mujeres judías fueron violadas, el cónsul español de origen judío, Salomón Hazzan, fue ejecutado y hebreos de las ciudades de Tánger, Arcila y Alcazarquivir fueron condenados a pagar al sultanato cuantiosas sumas de dinero.
A consecuencia de ello, mucho judíos optaron por emigrar a otras ciudades como Gibraltar, algunos murieron como mártires y otros abrazaron la fe islámica.

### SigloXIX
El siglo XIX, que llevó la emancipación a los judíos en la mayoría de los Estados, no supuso cambio alguno para los hebreos de Marruecos. La guerra con Francia en 1844 solo trajo miseria y malos tratos para los judíos marroquíes, especialmente los de la ciudad de Mogador. Cuando estalló la guerra con España el 22 de septiembre de 1859, los marroquíes saquearon las casas de sus vecinos judíos de Tetuán, asesinando a 400 de ellos. A consecuencia de las terribles represalias en las ciudades del norte de Marruecos, numerosos judíos huyeron.

#### El viaje de Montefiore a Marruecos
En 1863 Moses Montefiore y el Consejo de Diputados Judíos de Gran Bretaña recibió un telegrama desde Marruecos pidiendo ayuda para un grupo de judíos que se encontraba encarcelado en la ciudad de Safi, bajo la acusación de haber asesinado a un español. Montefiore, con el apoyo y respaldo del gobierno británico, viajó a Marruecos para exigir la liberación de sus correligionarios judíos en prisión. Y así fue. Los prisioneros fueron liberados, y no sólo eso, sino que tan importante fue la intervención de Montefiore que el 15 de febrero de 1864 el sultán Mohamed IV decretó la concesión de igualdad de derechos a los judíos, edicto que fue confirmado por su hijo y sucesor, Hasán I tras su llegada al trono en 1873.

### SigloXXy presente
En 1940 el gobierno de Vichy promulgó diversas leyes antisemitas que prohibían a los judíos ejercer funciones públicas,  pero el sultán Mohamed V se negó a ponerlas en práctica (por aquel entonces Marruecos era un protectorado francés y español) y en un acto desafiante invitó a numerosos rabinos a actos oficiales. Tras la Segunda Guerra Mundial residían en Marruecos cerca de 265 000 judíos.
En junio de 1948, con el estallido de la Guerra de Independencia de Israel, tuvieron lugar numerosos altercados antijudíos en las ciudades de Uchda y Djerada. 44 judíos fueron asesinados. En 1949, 18 000 judíos emigraron a Israel, un fenómeno migratorio que continuó durante los años siguientes, alentado por las organizaciones sionistas.
Con la independencia de Marruecos en 1956, los judíos ocuparon destacadas posiciones en la política. Ello, no obstante, no frenó la emigración. En 1965 solo quedaban en Marruecos 60 000 judíos.
La guerra de los Seis Días en 1967 incrementó la emigración de judíos marroquíes, si bien ya no solo a Israel, sino también a Europa (principalmente Francia) y Estados Unidos.
A pesar de que hoy solo residen en Marruecos poco más de 5000 judíos, estos siguen desempañando un rol activo en la vida del país. Un ejemplo de ello es André Azoulay, uno de los principales asesores del monarca alauita. Según Azoulay:
Los judíos tenemos una historia de muchos siglos en Marruecos. Sabemos que no todo ha sido de color de rosas. Hay páginas negras. Pero nuestra historia no tiene nada que ver con la de los judíos de Occidente. En Marruecos no hemos visto deportaciones, ni nazismo, ni campos de concentración, ni inquisiciones. Judíos y musulmanes hemos vivido juntos, respetándonos unos a otros.